# 愛德華多·拉韋洛
愛德華多·拉韋洛（西班牙語：Eduardo Ravelo，1968年10月13日—），曾經是美國聯邦調查局十大通緝要犯之一。他在2008年時因詐騙、洗錢及販賣古柯鹼、海洛因與大麻等毒品而被德克薩斯州執法部門起訴。拉韋洛在2018年6月26日於墨西哥被捕。

## 犯罪記錄
拉韋洛領導一個根據地為華雷斯城的犯罪集團。2008年德州執法部門的起訴書指出他和他的部下自2003年起策劃多起謀殺案，並從事販毒行為。聯邦調查局還形容拉韋洛是一個「絲毫不尊重他人性命的可怕殺手」，並對他發出10萬美元懸賞。拉韋洛的身上有多處疤痕與刺青，但聯邦調查局認為他可能已動手術變造自己的指紋以逃避追緝。

## 外部連結
- 聯邦調查局十大通緝犯名單中拉韋洛的檔案 （页面存档备份，存于）（英文）
- 拉韋洛的通緝海報（英文）